# اشپیتزن‌کورپر

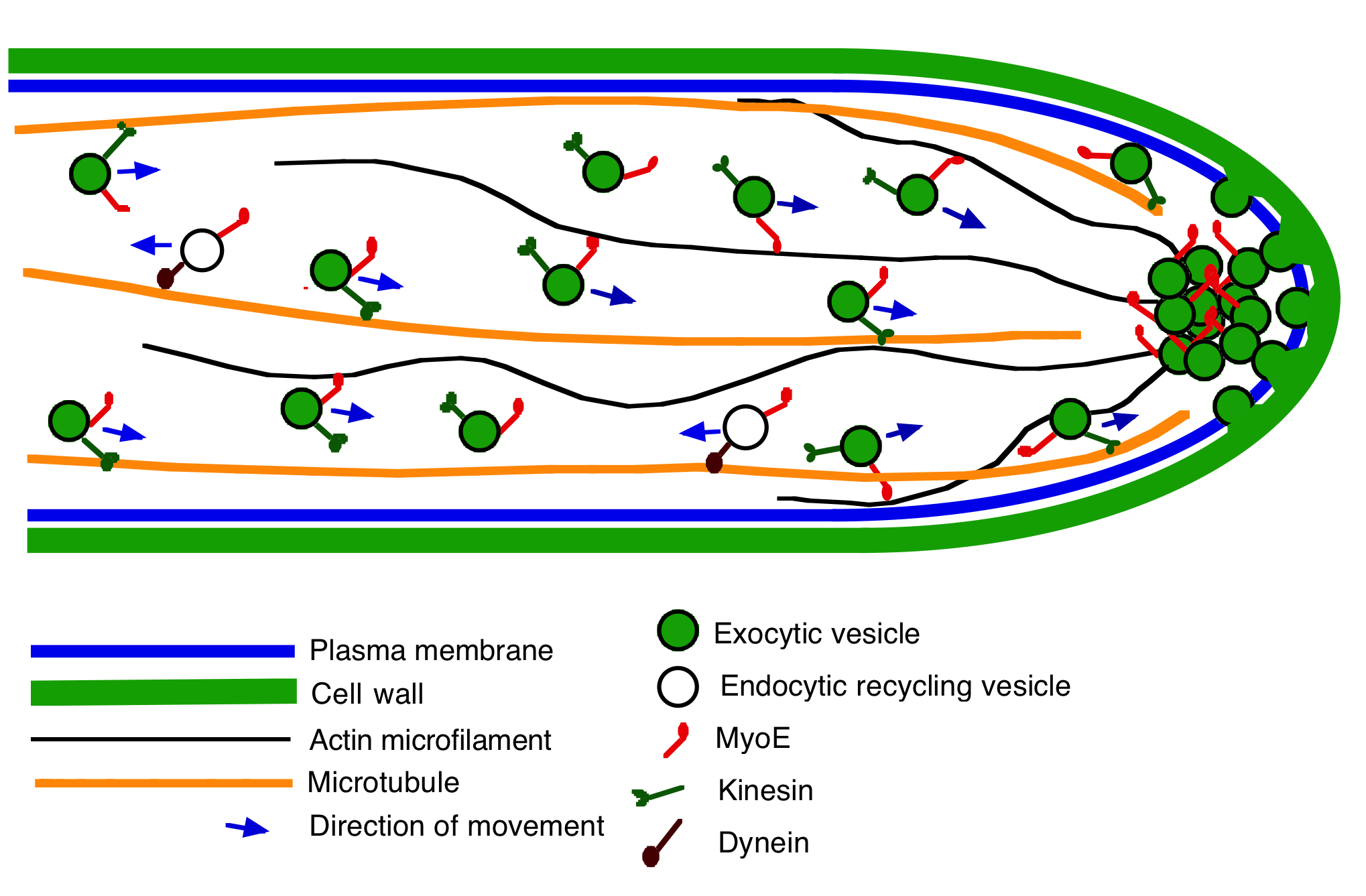
نگاره‌ای ساده از رشد نخینه در Aspergillus nidulans

اشپیتزن‌کورپر (آلمانی: Spitzenkörper؛ به معنای «بدن نوک‌تیز») ساختاری است که در نخینه‌های قارچی یافت می‌شود و مرکز سازماندهی رشد نخینه و ریخت‌زایی است. اشپیتزن‌کورپر که در نوک نخینه در حال رشد، هنگام جوانه‌زنی اسپور و جایی که شاخه تشکیل می‌شود وجود دارد، از چندین وزیکول کوچک تشکیل شده‌است. جایگاه آن در نوک نخینه با جهت رشد نخینه ارتباط دارد. اشپیتزن‌کورپر بخشی از دستگاه غشایی درونی در قارچ‌ها است.
وزیکول‌ها در اطراف یک ناحیه مرکزی سازمان یافته‌اند که دارای شبکه‌ای متراکم از ریزرشته‌ها است. پلی‌زوم‌ها بیشتر در نزدیکی مرز پشتی هسته اشپیتزن‌کورپر در قارچ‌های کیسه‌ای یافت می‌شوند، ریزلوله‌ها بیشتر از راه اشپیتزن‌کورپر به داخل گسترش می‌یابند و در جسم وورونین قارچ‌های کیسه‌ای در منطقه رأسی نزدیک اشپیتزن‌کورپر یافت می‌شوند.
سیتوپلاسم انتهایی رأس تقریباً به‌طور انحصاری توسط وزیکول‌های ترشحی اشغال شده‌است. در قارچ‌های پیشرفته‌تر (کیسه‌ای و چتری)، وزیکول‌های ترشحی به صورت یک جمع متراکم و کروی به نام اشپیتزن‌کورپر یا «تنهٔ راسی» قرار گرفته‌اند. اشپیتزن‌کورپر در یک نخینه در حال رشد حتی با میکروسکوپ نوری نیز دیده می‌شود. نخینه‌ها در آب‌کپک و برخی از قارچ‌های پست‌تر (به ویژه قارچ‌های یوغی) دارای اشپیتزن‌کورپر قابل تشخیص نیستند و در عوض وزیکول‌ها بیشتر در یک آرایش هلالی‌شکل در زیر غشای پلاسمای رأسی آزادتر توزیع می‌شوند.